# Медичний виріб
Медичний виріб (англ. medical device) — будь-який апарат, пристрій, інструмент, програмне забезпечення, матеріал або інший виріб, що застосовуються як окремо, так і в поєднанні (включаючи програмне забезпечення, передбачене виробником для застосування спеціально для діагностичних та/або терапевтичних цілей та необхідне для належного функціонування медичного виробу) — призначене виробником для застосування з метою забезпечення діагностики, профілактики, моніторингу, лікування або полегшення перебігу хвороби пацієнта в разі захворювання, діагностики, моніторингу, лікування, полегшення стану пацієнта в разі травми чи інвалідності або їх компенсації, дослідження, заміни, видозмінювання або підтримування анатомії чи фізіологічного процесу, контролю процесу запліднення та основна передбачувана дія яких в організмі або на організм людини не досягається за допомогою фармакологічних, імунологічних або метаболічних засобів, але функціонуванню яких такі засоби можуть сприяти.
Поняття Медичний виріб поширюється як на простий медичний термометр, рукавички так і на складне комп'ютерне обладнання для лабораторної медичної діагностики, хірургічні та терапевтичні медичні апарати тощо.
Медичні вироби — прилади, комплекси, системи, обладнання, апарати, інструменти, пристрої, імпланти, приладдя, матеріали або інші вироби, у тому числі інвазивні медичні вироби; медичні вироби для діагностики in vitro; медичні вироби, що не досягають основної передбачуваної мети в організмі людини або на її тілі за допомогою фармакологічних, імунобіологічних або метаболічних засобів, але функціям яких такі вироби можуть сприяти; медичні вироби, які використовуються як окремо, так і в поєднанні між собою, включаючи програмні засоби, необхідні для їх належного використання з метою забезпечення:
- Профілактики, діагностики, лікування, спостереження або полегшення стану пацієнта у разі захворювання, травми, каліцтва або їх компенсації;
- Дослідження, заміни або видозмінювання структури (анатомії) органів, тканин чи фізіологічних процесів;
- Контролю над процесом запліднення.

## Класифікації

### Критерії класифікації
Медичні вироби класифікуються за складністю (конструкції), особливостями використання та можливістю вчинення шкоди у разі неправильного використання. Кожна країна встановлює свої вимоги до медичних виробів і (класів безпеки). Міжнародне спільнота з 2002 р ввела у дію GMDN, яка надалі розвивається.
В Україні станом на 2019 рік є дійсним Національний класифікатор медичних виробів НК 024:2019

### Класифікація
За ступенем безпеки:
- Клас I —  медичні вироби з невисокою долею ризику
- Клас II а — медичні вироби із середньою долею ризику
- Клас II б — медичні вироби з підвищеною долею ризику
- Клас III — медичні вироби з високою долею ризику

За тривалістю застосування:
- тимчасові
- короткотермінові
- довготермінові

За інвазивністю:
- неінвазивні
- інвазивні

## Контроль якості
Усі медичні вироби підлягають оцінці відповідності (у тому числі — перевірці щодо якості).
У США, це питання регулюється FDA, можна зайти на сайт і у розділі МЕДИЧНІ ПРИЛАДИ знайти пристрій, якщо він дозволений, зареєстрований чи у процесі досліджень чи реєстрації.
В ЄС до 2017 року оцінка відповідності медичним виробам міжнародним гармонізованим стандартам до 2017 регулювалась Директивами щодо медичних виробів 93/42/ЕЕС (MDD), щодо медичних виробів для діагностики in vitro 98/79/EC (IVDD), та щодо активних медичних виробів, які імплантують 90/385/EEC (AIMDD). 05 квітня 2017 року Єврокомісія затвердила нове Регулювання (EU) 2017/745 (MDR), який поступово замінить Директиви 93/42/ЕЕС та 90/385/EEC, а також (EU) 2017/746 (IVDR), що замінить Директиву 98/79/EC.
В Україні, контроль якості медичних виробів регулюється Законом України «Про технічні регламенти та оцінку відповідності» № 124-VIII, Технічним регламентом, затвердженим Постановою Кабінету Міністрів України щодо медичних виробів № 753, щодо медичних виробів для in vitro діагностики № 754 та щодо активних медичних виробів, які імплантують № 755. Станом на  2021 Органи з оцінки відповідності, що отримали призначення від Міністерства економіки України, можуть виконувати такі функції. Станом на  2021 недержавні комерційні структури, відповідно сертифіковані, можуть виконувати такі функції теж.
Щодо дотримання технічних регламентів медичних виробів в Україні, станом на 2023 р. є 13 Органів з Оцінки Відповідності (ОВВ), 4 з них державні: 
Державне підприємство «Всеукраїнський державний науково-виробничий центр стандартизації, метрології, сертифікації та захисту прав споживачів», Державне підприємство «Харківський регіональний науково-виробничий центр стандартизації, метрології та сертифікації», 
Державне українське об'єднання «ПолітехМед»,
Державне підприємство «Науковий центр превентивної токсикології, харчової та хімічної безпеки імені академіка Л. І. Медведя Міністерства охорони здоров'я України».
Медичні вироби, окрім виготовлених на замовлення або призначених для клінічних досліджень, які пройшли оцінку відповідності маркуються знаком відповідності технічним регламентам. Форма та опис знака відповідності, а також правила та умови його нанесення зазначені в Постанові Кабінету Міністрів України № 1184.